# Пентела Юрій Дмитрович
Ю́рій Дми́трович Пентела (с. Вербова, Вінницька область — 4 березня 2022, Донецька область) — український військовослужбовець, капітан Збройних сил України, учасник російсько-української війни. Лицар ордена Богдана Хмельницького III ступеня (2022, посмертно).

## Життєпис
Юрій Пентела народився в селі Вербова, нині Вапнярської громади Тульчинського району Вінницької области України.
Після закінчення школи вступив до Васильківського авіаційного коледжу Київського інституту військово-повітряних сил (спеціальність — авіаційний технік).
Служив у 1-й бригаді армійської авіації. Потім був бортовим техніком вертольота в Херсоні. Брав участь у миротворчій місії ООН у Республіці Конго.
Учасник АТО.
Станом на 2022 рік служив у 11-й окремій бригаді армійської авіації.
Загинув 4 березня 2022 року на Донеччині при збитті ракетою евакуаційного гелікоптера в районі Великої Новосілки Волноваського району.
Похований 16 березня 2022 року в родинному селі.

## Нагороди
- орден Богдана Хмельницького III ступеня (16 березня 2022, посмертно) — за особисту мужність і самовіддані дії, виявлені у захисті державного суверенітету та територіальної цілісності України, вірність військовій присязі[3].